# Europa Cup (mannenhandbal) 1971/72
De European Champions Cup 1971/72 was de twaalfde editie van de hoogste handbalcompetitie voor clubs in Europa. Het Joegoslavië Partizan Bjelovar won voor de eerste keer de European Champions Cup.

## Deelnemers
| Tweede ronde      | Tweede ronde       | Tweede ronde             | Tweede ronde       |
| ----------------- | ------------------ | ------------------------ | ------------------ |
| VfL Gummersbach   | Steaua București   | EBK Kopenhagen           | Partizan Bjelovar  |
| Sporting Portugal | Dukla Praag        | Inter HC Herstal         | Tatran Prešov      |
| GWD Minden        | Flaminio Genovesi  | Chernomorets Bourgas     | Salzburger AK 1914 |
| Eerste ronde      |                    |                          |                    |
| FH Hafnarfjörður  | IK Hellas          | Grunwald Poznań          | HB Dudelange       |
| UK-51 Helsinki    | Oppsal IF          | TSV St. Otmar Saint-Gall | US Ivry            |
| MAI Moskou        | US Ivry            | BM Granollers            | Sittardia          |
| Edelweiss Linz    | Hapoël Petah Tikva |                          |                    |

## Voorronde

### Eerste ronde
| Team 1           | Score   | Team 2                   | 1       | 2       |
| ---------------- | ------- | ------------------------ | ------- | ------- |
| FH Hafnarfjörður | 33 – 26 | US Ivry                  | 18 – 12 | 15 – 14 |
| UK-51 Helsinki   | -       | Hapoël Petah Tikva       | 17 – 21 | NG      |
| MAI Moskou       | 42 – 37 | Grunwald Poznań          | 25 – 16 | 17 – 21 |
| IK Hellas        | 27 – 24 | TSV St. Otmar Saint-Gall | 18 – 13 | 9 – 11  |
| Oppsal IF        | 40 – 26 | BM Granollers            | 24 – 10 | 16-16   |
| HB Dudelange     | 23 – 38 | Sittardia                | 10 – 17 | 13 – 21 |

### Tweede ronde
| Team 1            | Score   | Team 2               | 1       | 2       |
| ----------------- | ------- | -------------------- | ------- | ------- |
| Partizan Bjelovar | 73 – 20 | Flaminio Genovesi    | 43 – 11 | 30 – 09 |
| FH Hafnarfjörður  | 30 – 21 | UK-51 Helsinki       | 13 – 10 | 17 – 11 |
| MAI Moskou        | 25 – 22 | GWD Minden           | 12 – 11 | 13 – 11 |
| Inter HC Herstal  | 24 – 54 | IK Hellas            | 15 – 25 | 09 – 29 |
| Oppsal IF         | 40 – 30 | Chernomorets Bourgas | 25 – 14 | 15 – 16 |
| VfL Gummersbach   | 59 – 26 | Sporting Portugal    | 38 – 06 | 21 – 20 |
| EBK Kopenhagen    | 43 – 26 | Salzburger AK 1914   | 27 – 12 | 16 – 14 |
| Sittardia         | 25 – 34 | Tatran Prešov        | 09 – 10 | 16 – 24 |

## Hoofdronde

### Kwartfinale
| Team 1            | Score   | Team 2           | 1       | 2       |
| ----------------- | ------- | ---------------- | ------- | ------- |
| Partizan Bjelovar | 55 – 22 | FH Hafnarfjörður | 27 – 08 | 28 – 14 |
| MAI Moskou        | 25 – 18 | IK Hellas        | 13 – 09 | 12 – 09 |
| Oppsal IF         | 31 – 32 | VfL Gummersbach  | 18 – 13 | 13 – 19 |
| Tatran Prešov     | 42 – 27 | EBK Kopenhagen   | 18 – 14 | 24 – 13 |

### Halve finale
| Team 1            | Score   | Team 2        | 1       | 2       |
| ----------------- | ------- | ------------- | ------- | ------- |
| Partizan Bjelovar | 32 – 31 | MAI Moskou    | 21 – 14 | 11 – 17 |
| VfL Gummersbach   | 30 – 24 | Tatran Prešov | 12 – 05 | 18 – 19 |

### Finale
| Datum         | Team 1            | Score   | Team 2          | Locatie             |
| ------------- | ----------------- | ------- | --------------- | ------------------- |
| 19 april 1972 | Partizan Bjelovar | 19 – 14 | VfL Gummersbach | Dortmund, Duitsland |

|                              |
|                              |
| Partizan Bjelovar 1ste titel |